# Pedro Laínez
Pedro Laínez (también escrito Pedro Laýnez) era un poeta del Siglo de Oro español. 

## Biografía
Se desconoce cuándo nació, pero falleció en Madrid en 1584. Figura en la antología de poesías Parnaso Español de Juan José López de Sedano. También tiene una presencia fundamental en La Galatea de Miguel de Cervantes; por un lado el pastor Damón de La Galatea es el trasunto pastoril de Pedro Laínez, por otro es el ingenio número 99 en el Canto de Calíope, dentro del Libro VI de La Galatea. Asimismo, figura en un número importante de los libros y manuscritos escritos por otros ingenios alabados en el Canto de Calíope.   
Mencionado por Lope de Vega, en su «Respuesta á un papel que escribió un señor de estos reinasen razón de la nueva poesía»: «Concurrieron en aquel tiempo en aquel género de letras algunos insignes hombres que quien tuviese noticia de sus escritos, sabrá que merecieron este nombre: Pedro Lainez, el excelentísimo marqués de Tarifa, Hernando de Herrera, Gálvez, Montalvo… », según Joaquín de Entrambasaguas, Laínez era íntimo amigo de Miguel de Cervantes: «la amistad íntima que hubo entre Laynez y Cervantes». También era amigo de Vicente Espinel.
Su viuda, Juana Gaitán de Esquivias, más tarde viviría en la misma casa que tenía Cervantes en Valladolid.
Cervantes, después del cautiverio en Argél y llegar a Madrid, preguntaría por su amigo y profesor, Don Pedro Laínez, enterándose de su muerte. Su esposa, Doña Juana Gaitán, al enviudar, se marchó a Esquivias (Toledo) con sus tíos Isabel de Sosa y Pedro de Villafuerte, donde en breves fechas se desposó con el joven Diego de Hondaro, según consta en acta, en los archivos de la parroquia de este pueblo. La casa del tío de Doña Juana es hoy la de Alfonso Sánchez. A los tres meses de quedar viuda se casó con un mozo burgalés Diego de Hondaro.
Juana Gaitán, ya viuda de Pedro Laínez, le mandó una carta a Cervantes invitándole a venir a Esquivias, para que se encargara de publicar Cancionero  que su marido dejó inédito, y con su muerte no lo pudo imprimir. En casa de Juana conoció Miguel de Cervantes a Doña Catalina de Salazar (vestía de luto por la reciente muerte de su padre Hernando Salazar)  y le preguntó a Juana Gaitán “¿Quién es esa moza?”. De ahí parte su interés por conocerla. Doña Juana la llamó, pues era muy amiga suya, se la presentó y charlaron. Se enamoraron,  Catalina tenía 18 años y Cervantes 37. Se casaron contra la voluntad de la madre de ella. Quién sí estaba de acuerdo era el tío de Catalina el presbítero Juan Palacios. Contrajeron matrimonio el 12 de diciembre de 1584.
Seguramente Cervantes no le dijo a Catalina que ya era padre de una niña con los amores adúlteros con Ana Villafranca, mujer casada con un tratante astur Alonso Rodríguez. Otros autores dicen que tenía una taberna en Madrid.  

## Obras
- Cancionero
- Engaños y desengaños de amor